# نیزه‌دار

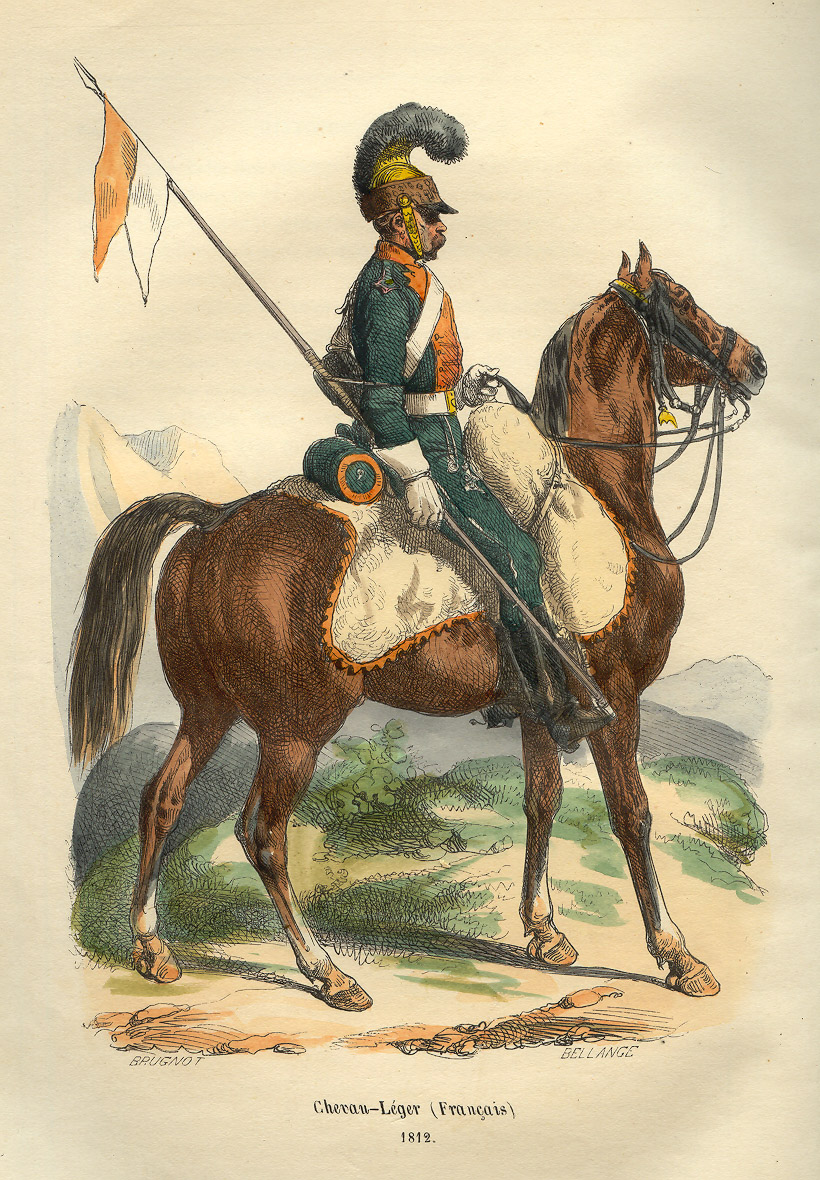
یک نیزه‌دار فرانسوی سلطنتی

نیزه‌دار (به انگلیسی: Lancer) یک نوع سرباز سوارهٔ با نیزه بود. نیزه‌داران در نبردهای آشوری‌ها در اوایل ۷۰۰ سال پیش از میلاد و پس از آن در نبردهای یونان، ایران، فرانسه، هان چین، عشایر و سواران رومی استفاده می‌شد. نیزه‌داران به‌طور گسترده‌ای در آسیا و اروپا مورد استفاده قرار می‌گرفتند.